# Cá hồng miêu
Cá hồng miêu, cá hồng mèo hay cá hường miêu (Datnioides polota) là một loài cá nước ngọt thuộc họ Cá hường, bộ Cá vược sống ở những con sông nơi có chế độ thủy lưu trung bình. Đây là một loài cá thuộc nhóm cá dữ với bộ răng sắc nhọn.

## Đặc điểm sinh học
Cá hồng miêu có hình dáng thân hình dẹp ngang, hơi cao và có màu nâu nhạt ở trên lưng, bụng cá màu trắng. Nó có khoản từ 8 đến 10 sọc đứng trên thân. Cá có mõm nhọn, miệng xiên, hàm dưới hơi nhô ra, hai răng cửa rất dài, nhọn và sắc mắt cá to, tròn và đẹp.
Má và nắp mang đều có phủ vảy, vảy của cá ở trên thân nhỏ và cấu tạo theo kiểu vảy lược. Đường bên liên tục, phần trước cong lên và phần đuôi thẳng, gốc vây lưng và vây hậu môn có vảy bao, vây đuôi tròn. Cá có thân trên gốc vây đôi có hai đốm thẫm tròn xếp thẳng đứng. Có một đốm đen tròn trên nắp mang. Vây bụng màu đen.

## Phân bố
Trên thế giới, cá hồng miêu có có nguồn gốc Indonesia, phân bố ở Indonesia, Malaysia, Thái Lan, Ấn Độ, Bangladesh và được di giống sang một số nước khác trong đó có Việt Nam.
Ở Việt Nam, cá hồng miêu thường chủ yếu sống ở Quảng Bình (tập trung tại sông Gianh) cư dân địa phương còn gọi chúng là cá Hồng mèo (Hồng Miêu) vì bản thân chúng có răng cửa dài, nhọn và sắc bén như răng của con mèo.

## Hình ảnh

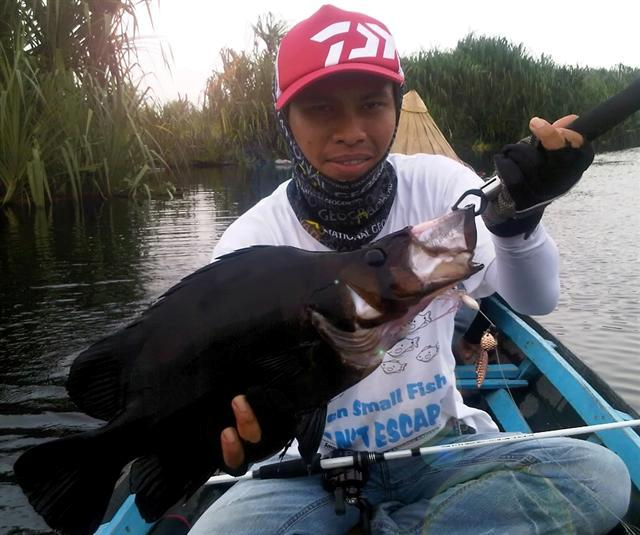